# Pimpla decessa
Pimpla decessa är en stekelart som beskrevs av Samuel Hubbard Scudder 1878. Pimpla decessa ingår i släktet Pimpla och familjen brokparasitsteklar. Inga underarter finns listade i Catalogue of Life.